# سهره گورخری سوندایی

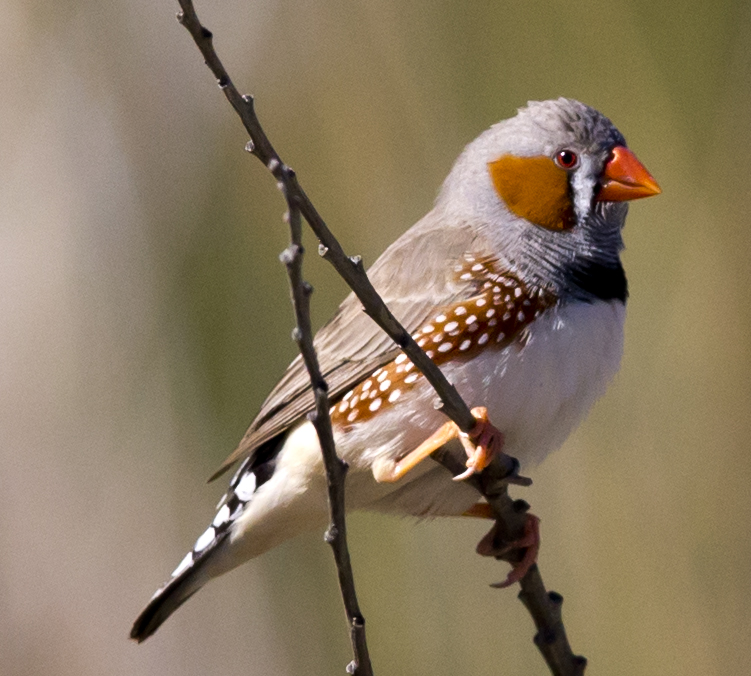
پرنده نر

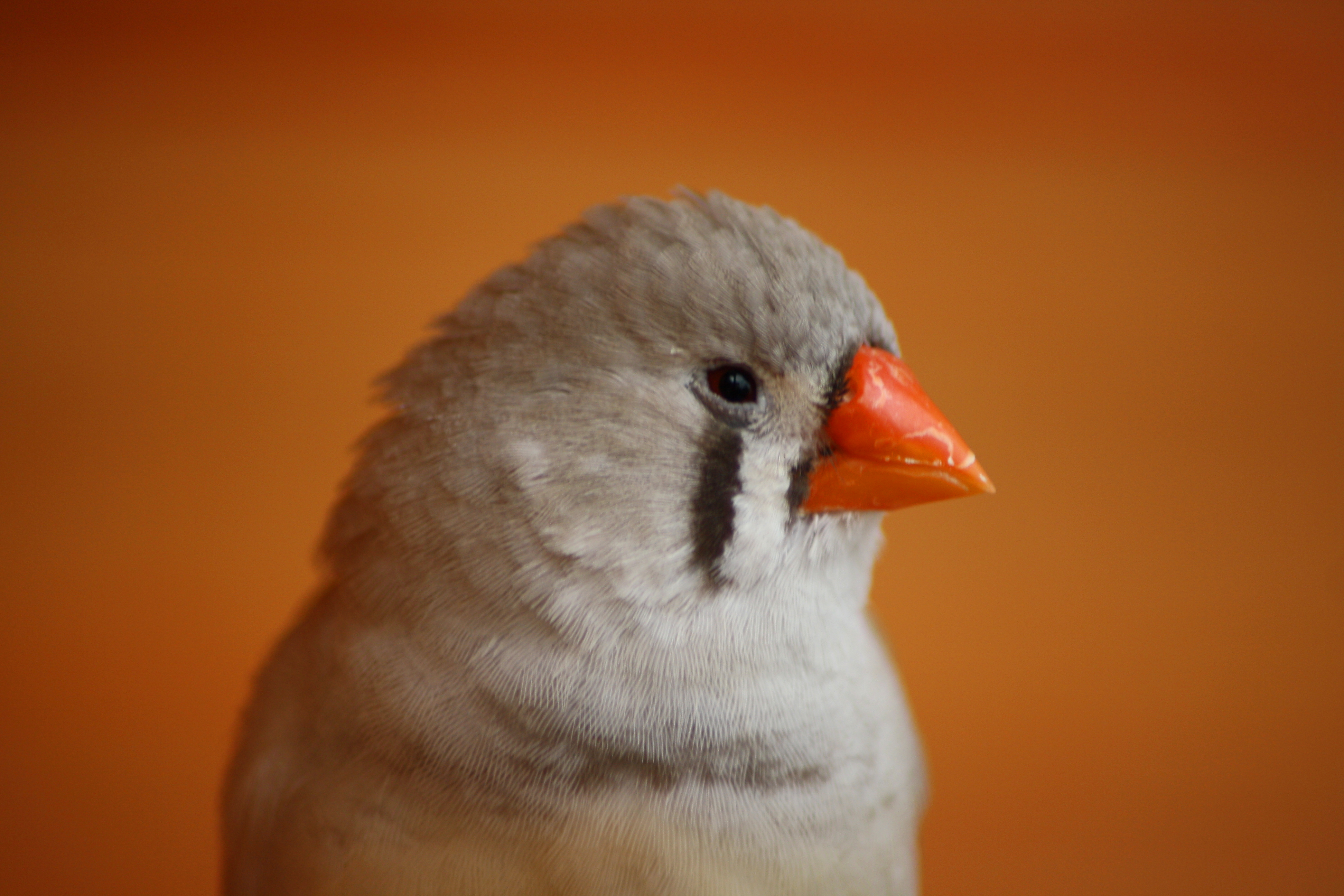
پرنده ماده

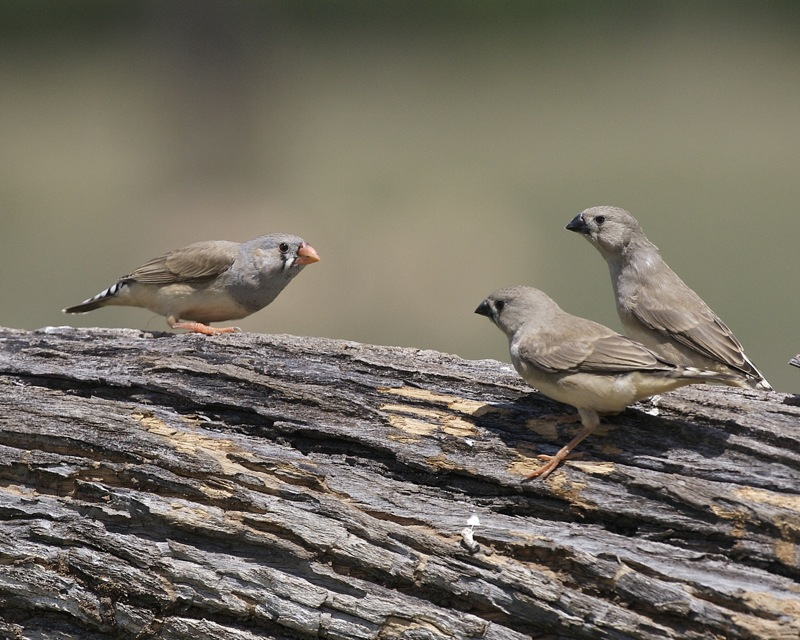
یک سهره گورخری ماده و دو نوجوان

سهره گورخری سوندایی یا سهره راه‌راه سوندایی (به انگلیسی: Sunda Zebra Finch)، (نام علمی: Taeniopygia guttata) (نام علمی قدیمی: Poephila guttata) معروف به فنچ، یکی از گنجشک‌سانان با طول متوسط ۹ سانتی‌متر بومی چمنزارهای استرالیا می‌باشد. با توجه به اینکه کشور استرالیا دارای سیاست درهای بسته برای صدور جانوران به خارج می‌باشد، اغلب سهره‌هایی که در خارج از این کشور دیده می‌شوند، در استرالیا متولد نشده‌اند. سهره‌های راه‌راه دارای تنوع رنگ بسیاری می‌باشند و در زمره معروفترین پرندگانی که در قفس نگهداری می‌شوند، به‌شمار می‌آیند. سهره‌های راه‌راه جانوران دلپذیری برای نگهداری در منزل، محل کار و کلاس درس محسوب می‌شوند. یک سهره نر بالغ رنگین‌تر و معمولاً به راحتی از سهره ماده قابل تشخیص است. یک سهره نر به‌طور معمول دارای نوک و گونه‌های نارنجی روشن، هاشورهای سیاه و سفید در سرتاسر گلو و سینه و خال‌های قهوه‌ای در دو طرف بدن می‌باشد.
محبوبیت شدید سهره‌های راه‌راه به دو خصوصیت رنگین بودن و قابلیت زاد و ولد آسان آن‌ها نسبت داده می‌شود. معمولاً دارندگان فنچ‌ها فرصتهای مکرری برای دیدن رفتارهای جنسی، جفت‌گیری و تولد جوجه‌های سهره‌ها خواهند داشت.
یکی دیگر از جذابیت‌های عمده سهره‌های راه‌راه، صدای جیک جیک لطیف آن‌ها می‌باشد. عده‌ای صدای شیرین و مطبوع جیک‌جیک فنچ‌های راه‌راه را بسیار آرامش‌بخش و خوش‌آیند توصیف کرده‌اند.
در سهره راه‌راه، رنگ و شکل پرنده نر و ماده با هم تفاوت دارند و می‌توان به آسانی از روی رنگ و شکل ظاهری نر و ماده را از یکدیگر تشخیص داد. فنچ‌های نر معمولاً پرهای نارنجی روشنی یا سیاه پر رنگی بر روی گونه‌شان دارند و یک نوک سرخ‌رنگ (در مقابل نوک نارنجی ماده) و همراه با یک طرح سیاه و سفید مشخص. در برخی موارد رنگ نوک تنها گزینه بیان‌کننده جنسیت هست، چون رنگ نارنجی و سیاه روی گونه گاهی کم‌رنگ می‌شود یا اصلاً از بین می‌رود. جوجه‌ها نیز معمولاً شبیه رنگ پدر و مادرشان هستند و گاهی نیز با رنگ آن‌ها اختلاف دارند. جوجه‌های درون لانه، خاکستری هستند که در برخی جاها با رنگ سفید کامل شده است. این اختلاف‌ها به علت جفت‌گیری‌های مختلف بین انواع مختلف سهره‌ها در یک مکان خاص که آن‌ها در کنار هم نگهداری می‌شوند مثل مغازه پرنده‌فروشی بروز می‌کند. به هر حال پرنده گونه نارنجی یا سیاه که بسیار فعال و سرسخت‌تر هستند، مطمئناً یک نر جوان است و گونه‌های نارنجی و سیاه نیز از یک ماهگی به بعد ظاهر می‌شوند. همچنین سهره‌های بسیار جوان نوکی سیاه‌رنگ دارند و وقتی به سن بلوغ برسند، رنگی می‌شود. در برخی گونه‌های دیگر، نر و ماده کاملاً شبیه به هم بوده و امکان تعیین جنسیت نمی‌باشد. برای مثال در سهره طلایی، علائم چندانی برای تشخیص نر و ماده وجود ندارد ولی به میزان زیادی می‌توان جنس پرنده را با بازرسی مخرج آن تعیین کرد و رنگ آن در پرنده نر به رنگ روشن و در پرنده ماده به رنگ تیره تا مشکی است. سهره‌های نابالغ رنگ نوک و پاهایشان تیره‌تر از سهره‌های بالغ است. فقط در حالی که رنگ پرهای سهره‌های تیره‌تر است، می‌توان به سن تقریبی آن‌ها پی برد. فنچ‌ها در سن دو الی سه ماهگی دارای پرهای کامل شده و جثه آن‌ها همانند جثه بزرگ دارد

## لانه‌گذاری
یک جفت سهره هنگامی که می‌خواهند لانه‌سازی کنند، رفتاری را از خود نشان می‌دهند، به این صورت که به شدت شروع به جمع‌آوری چیزهایی برای لانه‌سازی می‌کنند. بهتر است در این دوران، کاغذ تکه‌تکه شده و پوشال یا شاخه‌های کوچک مثل چوب جارو یا برگ در اختیار آن‌ها قرار داده شود. لانه همیشه باید در بالاترین قسمت گوشه قفس قرار بگیرد و باید مقابل ظرف غذا و در فاصله نزدیک و معمولاً از چوبی که برای نشستن سهره‌ها در نظر گرفته شده باشد.

## تخم‌گذاری
معمولاً سهره ماده در هر دوره بین ۲ تا ۷ تخم می‌گذارد که تعداد تخم‌ها با تغذیه رابطه مستقیم دارند اما بیشتر اوقات همه تخم‌ها تبدبل به جوجه نمی‌شوند. به‌طور کلی، هرچه به پرنده‌هایتان بیشتر برسید، تعداد بیشتری از تخم‌ها جوجه می‌شوند.

## پرورش جوجه
پرورش جوجه از زمانی که به دنیا می‌آیند آغاز می‌شود. در این دوران پدر و مادر جوجه به جوجه‌ها غذا می‌دهند تا زمانی که دان‌خور شوند. در این زمان نباید به جوجه‌ها دست زد چون که امکان ترک جوجه‌ها توسط والدین وجود دارد. در این دوران در یاد دادن بعضی چیزها به جوجه‌ها عجله نکنید و این وظایف را بر عهده والدین بگذارید. جوجه‌ها کم‌کم از ۲۰ روزگی به بعد، بیرون از لانه می‌آیند و از همان روز شروع به یادگیری پرواز و … می‌کنند. در سن سه تا چهار هفتگی، جوجه‌ها دان‌خور می‌شوند و دیگر می‌توان آنها را جدا کرد.

## مستی بیش از حد
همیشه احتمال مستی هست و می‌تواند به شکل‌های گوناگونی نشان داده شود که بارزترین آن شکستن تخم، کندن پر جوجه‌ها و جفت، و… است. برای درمان مستی بیش از حد سهره باید اول نیازهای او را برطرف کرد، از جمله دادن مولتی ویتامین و کف دریا و گذاشت قفس آنها در مکانی آرام و بدون استرس و روزی حداقل ۶ ساعت نور مستقیم و غیرمستقیم خورشید داشته باشد. در این زمان مقدار تخم‌مرغ آب‌پز را کم کنید و از دانه‌های با طبع گرم استفاده نکنید. گاهی جنس نر بدون دلیل مست می‌شود و راه درمانی ندارد. بهترین کار برای عدم دعوا و کندن پر جفت خود این است که باید جنس ماده را هم مست کنید تا کمتر آسیب ببینند.